# Paraguay
För andra betydelser, se Paraguay (olika betydelser).
Paraguay, formellt Republiken Paraguay (spanska: República del Paraguay, guarani: Tetã Paraguái), är en stat i centrala Sydamerika gränsande till Argentina i söder och sydväst, Bolivia i nordväst och Brasilien i öster. Den största delen av befolkningen på drygt sju miljoner personer bor i landets södra del. Genom landet flyter Paraguayfloden.

## Etymologi
Namnet är en sammansättning av de guaranska orden pará 'flod' och quay 'källa'. Betydelsen är 'havets källa' eller 'flodsjön'.

## Historia

### Tidig historia
De första invånarna i Paraguay antas ha kommit invandrande i flera vågor från Amazonbäckenet. Detta kan ha hänt mellan 2000 f.Kr och 1500 f.Kr. En av de inhemska stammar som man har hittat bevis för bebodde området omkring 1000 år innan europeisk kolonisation är Guaranífolket.
År 1524 anlände de första conquistadorerna under ledning av portugisen Aleixo Garcia. Efter flera ytterligare expeditioner till området grundades huvudstaden Asunción år 1537. 1542 inkorporerades området i Vicekungadömet Peru. Jesuiterna slog sig ned i området och fick ett allt större inflytande under 1500- och 1600-talet. Orden ägde stora landområden och hamnade ofta på kant med kolonisterna genom sin fientlighet mot exploateringen av indianerna. År 1721 utbröt ett uppror mot den spanska vicekungen och Jesuitorden. Det tog tio år att slå ned upproret och upprorsledaren José de Antequera avrättades men därefter började den spanska kronans stöd för jesuiterna kraftigt minska och 1767 kastades de ur kolonin på order av Karl III av Spanien. 1776 överfördes Paraguay till Vicekungadömet Rio de la Plata.

### 1800-talet
Napoleonkrigen ledde till att kronans nominella kontroll över kolonialväldet upphörde och upproriska kolonister runtom i Vicekungadömet Río de la Plata vände sig emot den spanska kolonialmakten. Trots att många paraguayaner inledningsvis stödde rojalisterna vände opinionen och 1811 omkullkastades den koloniala ordningen i området. Frihetskampen leddes av Fulgencio Yegros som efter att ha deklarerat Paraguays självständighet den 14 maj 1811 valdes till landets förste konsul.
1814 tog José Gaspar de Francia makten, de Francia ville skapa en social utopi i Paraguay  och byggde upp ett land som isolerade sig utåt. de Francia behöll ett hårt grepp om makten fram till sin död 1840. Hans efterträdare Carlos Antonio López moderniserade landet till stor del och öppnade Paraguay ur dess isolering. López avled 1862 och efterträddes av sin son Francisco som drog in Paraguay i det förödande Trippelallianskriget (1864–1870), den mest förödande händelsen i Paraguays historia. Den 23 december 1864 anföll Paraguay grannlandet Brasilien. Trippelalliansen mellan Brasilien, Argentina och Uruguay satte sig till motvärn men det dröjde till januari 1869 innan dess trupper kunde inta Asunción. Paraguay förlorade två tredjedelar av alla vuxna män och mycket av sitt territorium. Under de kommande decennierna präglas Paraguay av fattigdom, ständiga politiska kriser och en utbredd korruption.

### 1900-talet till nutid
Landets stagnation både ekonomiskt och politiskt fortsatte långt in på 1900-talet. Under perioden 1904–1954 satt inte mindre än 31 presidenter vid makten varav merparten störtades i kupper och revolter. I Chacokriget 1932-35 vanns stora, ekonomiskt viktiga områden från Bolivia men Paraguay förlorade 40 000 man. 1947 bröt ett inbördeskrig ut där regeringen krossade vänstern och etablerade ett enpartisystem under det konservativa Coloradopartiet.
År 1954 tog general Alfredo Stroessner makten och landet styrdes som en USA-vänlig militärdiktatur. Han förföljde all politisk opposition och många vänstersympatisörers lik kastades i Paraguayfloden. Romersk-katolska kyrkan fungerade som den enda del av landets samhällsliv som Stroessner inte lyckades få full kontroll över. 1981 anklagades myndigheterna för folkmord på en av landets indianstammar. Landet genomgick viss ekonomisk utveckling men samtidigt en extremt skev fördelning där militärvänliga politiker fick stora landområden medan miljoner på landsbygden saknade egen mark. General Stroessner störtades först år 1989 vid kalla krigets slut. Efter några oroliga år har demokrati etablerats, men korruption är fortfarande ett stort problem.
År 2008 vann en koalition av småpartier valet under ledning av den före detta biskopen Fernando Lugo, och Coloradopartiet (vilket Stroessner tillhörde) som regerat i 64 år tvingades lämna ifrån sig makten. På grund av att Coloradopartiet och dess stödparti UNACE fortfarande har majoritet i kongressen har landets nya regering haft stora svårigheter att styra landet. Den 22 juni 2012 iscensattes en kupp varvid den folkligt populära Fernando Lugo avsattes.
Det konservativa Coloradopartiet återkom till makten i Paraguay 2013, efter ett femårigt avbrott. Partiet har annars styrt landet sedan 1940-talet. Det präglas dock av inre stridigheter. Mario Abdo Benítez som blev president 2018 företräder en annan falang än företrädaren Horacio Cartes.

## Geografi

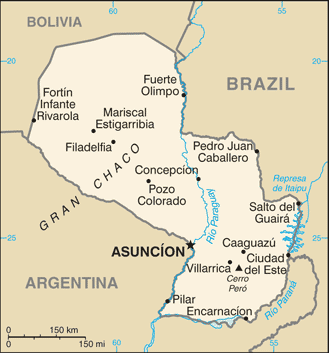
Paraguay.

### Topografi och hydrografi

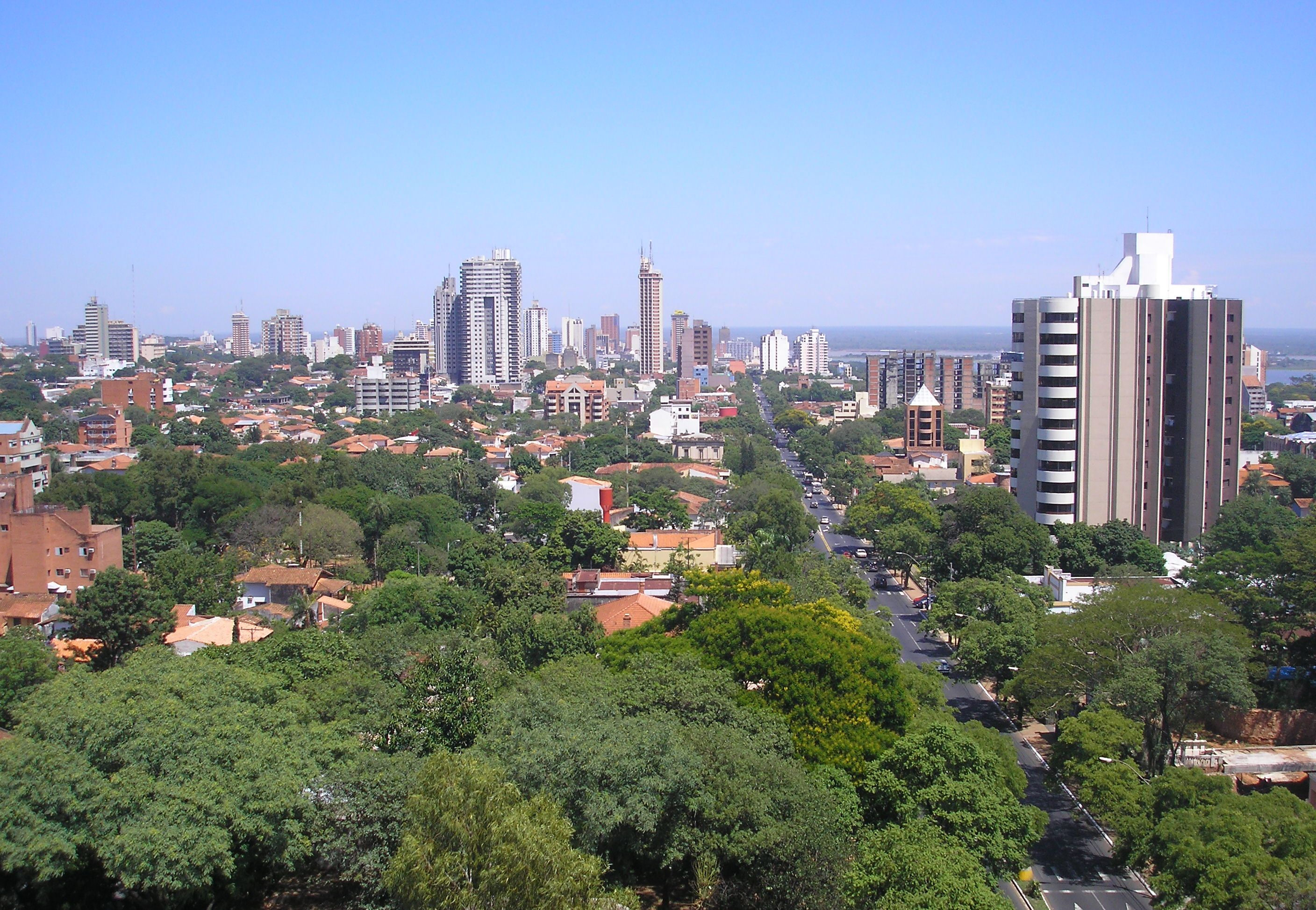
Vegetation på Asunción Bella.

Paraguay är ett låglänt land med de två stora floderna och deras biflöden som dominerande inslag.
Lägsta punkten är där floderna Río Paraguay och Río Paraná flyter samman, 46 meter över havet

### Klimat
Klimatet är subtropiskt till tempererat. I de östra delarna faller stora regnmängder men i väster är det halvtorrt.[källa behövs]

### Naturskydd och miljöproblem

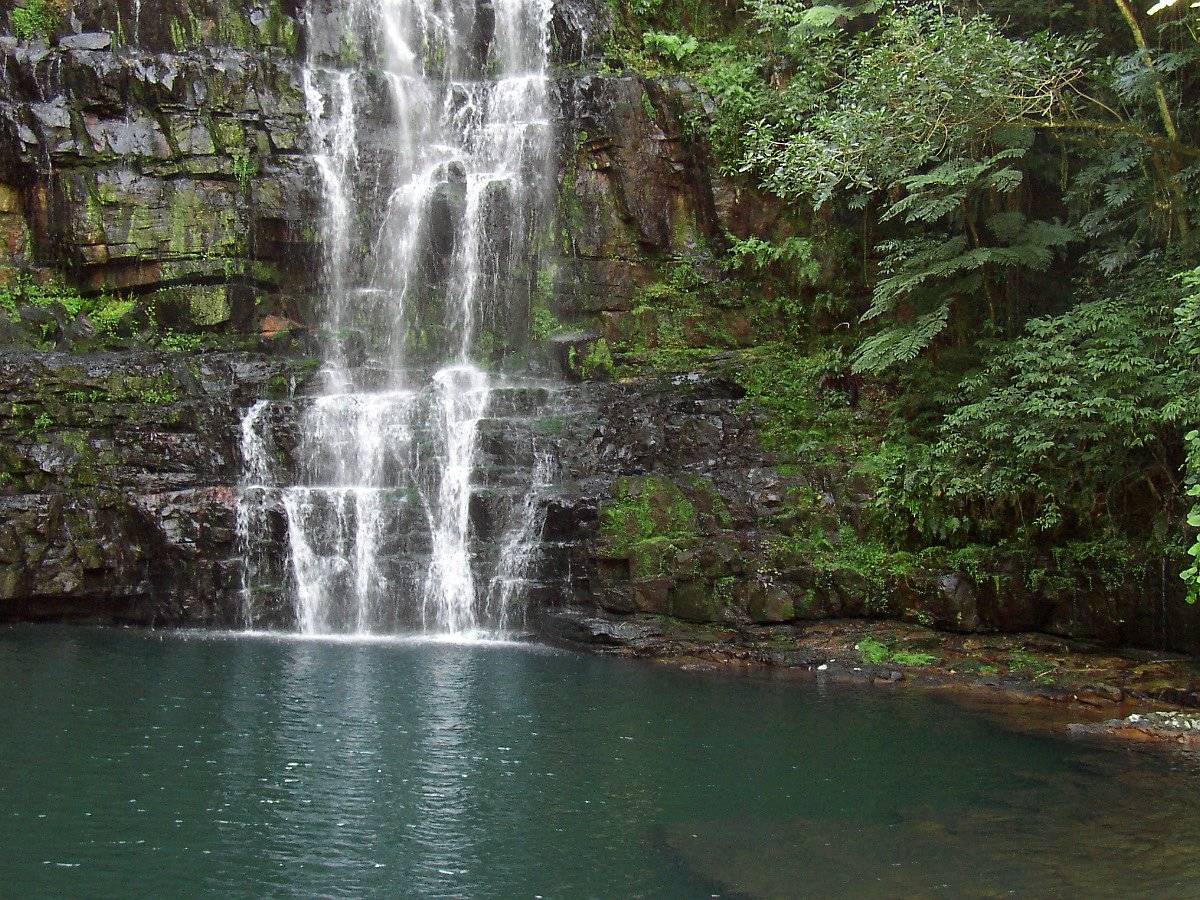
Kristallfall i nationalparken Ybycuí.

År 2010 hade Paraguay 16 nationalparker, inklusive de största: Defensores del Chaco (7 800 km²) och Médanos del Chaco (5 142 km²). Tillsammans med naturreservat var cirka 4 procent av landets yta skyddad för att bevara dess biologiska mångfald och unika ekosystem. Några av Paraguays miljöproblem är skogsskövling, förlorade våtmarker samt vattenföroreningar. Landet har skrivit under, men inte ratificerat avtal om förbud mot kärnvapenprov.[källa behövs]

## Styre och politik

### Administrativ indelning
Paraguay är uppdelad i två regioner, Región Oriental (Östra regionen) och Región Occidental (Västra regionen).
Landet är därefter indelat i ett huvudstadsområde (Distrito Capital), Asunción, och 17 departement (departamentos): Alto Paraguay, Alto Paraná, Amambay, Boquerón, Caaguazú, Caazapá, Canindeyú, Central, Concepción, Cordillera, Guairá, Itapúa, Misiones, Ñeembucú, Paraguarí, Presidente Hayes och San Pedro.
Departementen delas in i distrikt (distritos) och dessa i kommuner (municipios).

### Politik
Paraguay är en republik som i över 60 år styrts av Coloradopartiet. Söndagen den 20 april 2008 hölls ett, i minst två avseenden historiskt, presidentval. Coloradopartiet, som överraskande satsat på en kvinnlig kandidat Blanca Ovelar, förlorade mot före detta biskopen Fernando Lugo från mitten-vänsteralliansen APC.

### Försvar
Paraguay har värnplikt för män. Värnpliktstjänstgöringen börjar tidigast avtjänas under det år då den värnpliktige fyller 18. Tjänstgöringstiden är ett år i armén och flygvapnet och två år i marinen.
- Armén är den största försvarsgrenen med 7 600 soldater, varav 1 500 värnpliktiga 2005. Armén bestod av 9 infanteriregementet, 3 beridna kavalleriregementen, 3 mekaniserade kavalleriregementen, presidentgardesregementet, artilleri-, luftvärns- och ingenjörsförband. Den var utrustad med 12 obsoleta M–4A3 Shermanstridsvagnar, 43 pansarbilar och 10 pansarskyttefordon.[15] 2007 anskaffades 28 pansarbilar EE-9 Cascavel och 12 pansarskyttefordon EE-11 Urutu från Brasilien.[16]

- Marinen bestod 2005 av en flotta med 1 400 sjömän varav 300 värnpliktiga, ett marinflyg med 100 flygsoldater och ett marininfanteri med 900 marinsoldater, varav 200 värnpliktiga. Flottan hade 8 patrullfartyg och ett antal smärre båtar. Marinflyget hade 5 lätta flygplan och 3 helikoptrar.[15]

- Flygvapnet, med sammanlagt ca 1 100 flygsoldater (varav 200 värnpliktiga) 2005, hade 12 lätta stridsflygplan, 5 transportflygplan, 10 sambandsflygplan, 12 övningsflygplan och 11 helikoptrar. Flygvapnet ansvarade också för presidentflyget med 1 de Havilland Canada DHC-6 Twin Otter och 1 Boeing 707.[15]

- Den nationella polisen bestod 2005 av 15 000 poliser, varav 4 000 värnpliktiga.[15]

## Ekonomi och infrastruktur
Paraguay har en marknadsekonomi med en stor informell sektor, som omfattar dels återexport av importerade varor till grannländer dels tusentals småföretag och gatuförsäljare. En stor del av befolkningen lever på jordbruk. 2001 levde över 30% av hushållen under fattigdomsgränsen och inkomstskillnaderna är bland världens högsta. Med en Ginikoefficient för inkomster på 46,2 så är landet ett av de länder i världen med störst inkomstojämlikhet.
Under 1990-talet och början av 2000-talet stagnerade landets BNP per capita på grund av politisk osäkerhet, korruption, stora statliga skulder och en dålig infrastruktur. De senaste åren har landet haft en av regionens snabbast växander ekonomier, till stor del beroende på industrialiseringen av jordbruket (bland annat soja, andra grödor samt köttproduktion). I sojaproduktionens och boskapshållningens fotspår har en omfattande avskogning och miljöförstörelse skett.[källa behövs]

### Näringsliv

#### Energi och råvaror
All elektricitet produceras av vattenkraft, vilket kommer från det väldiga vattenkraftverket Itaipu-dammen och Yacyretá-dammen. Detta är positivt för ekonomin då Paraguay även exporterar el, bland annat till Argentina och Brasilien.
Naturtillgångar i landet är vattenkraft, timmer, järnmalm, mangan och  kalksten.[källa behövs]

### Infrastruktur

#### Utbildning
Efter Paraguays övergång till demokrati 1992 prioriterades utbildningsreformer. Grundskolan omfattar en sexårig primärcykel (6–12 år) och ett treårigt högstadium med specialiserade ämnen. Trots detta avslutar mindre än hälften av eleverna skolgången, särskilt bland fattiga. Sekundärskolan är uppdelad i ett treårigt grundstadium och ett treårigt övre stadium med tre inriktningar: allmänbildning, ekonomi och teknik. De två första ger behörighet till högre studier. Två universitet finns, båda i Asunción, men ökande studentantal har påverkat undervisningens kvalitet och lett till avhopp.
I Paraguay var analfabetismen 6,1 % år 2015. Män hade en lägre andel på 5,2 %, medan kvinnor hade en högre andel på 7,1 %.

## Befolkning

### Demografi

#### Urbanisering
Omkring 59,7 % av landets befolkning bodde i städer 2015, framförallt i huvudstaden Asunción. Av landets befolkning levde år 2015 22.2 % under fattigdomsstrecket.

#### Migration
År 2016 uppvisade Paraguay en nettomigration på -0,1 migranter per 1 000 invånare. Detta innebär att antalet personer som lämnade landet något översteg antalet som invandrade.

### Hälsa
Spädbarnsdödligheten låg 2016 på 19,4 per 1 000 födslar, med högre siffror för pojkar (22,8) än flickor (15,7). Andelen överviktiga vuxna var 15,1 %, medan 2,6 % av barn under fem år var underviktiga.

## Internationella rankningar
| Organisation                                | Undersökning                   | Rankning   |
| ------------------------------------------- | ------------------------------ | ---------- |
| Heritage Foundation/The Wall Street Journal | Index of Economic Freedom 2019 | 85 av 180  |
| Reportrar utan gränser                      | Pressfrihetsindex 2019         | 99 av 180  |
| Transparency International                  | Korruptionsindex 2018          | 132 av 180 |
| FN:s utvecklingsprogram                     | Human Development Index 2018   | 98 av 189  |